# Le Dernier Voyage de Tanya
Pour plus de détails, voir Fiche technique et Distribution.
Le Dernier Voyage de Tanya (Овсянки, Ovsyanki) est un film russe réalisé en 2010 par Alekseï Fedortchenko. Il s'agit d'une adaptation d'un récit de Denis Ossokine, Les bruants (Овсянки, Ovsyanki) publié en 2008 dans la revue Oktyabr (Октябрь) sous le pseudonyme d'Aïst Sergueïev, narrateur du récit et du film.
Le film a été présenté, sous le titre alternatif Silent Souls, à la 67e Mostra de Venise en 2010, au cours de laquelle il a remporté le Prix Osella de la meilleure contribution technique, décerné à son chef-opérateur Mikhaïl Kritchman. Le Dernier Voyage de Tanya est le cinquième long métrage d'Alekseï Fedortchenko, mais le premier à être distribué en France.

## Synopsis
Aux confins de la Volga, Aïst, photographe dans une usine de papier et mémorialiste d'une peuplade oubliée d'origine finnoise, les Mériens, achète deux bruants jaunes (Овсянки, Ovsyanki) sur un marché. Mais, lorsqu'il arrive à l'usine, son patron et ami, Miron, lui communique la tragique nouvelle du décès de sa femme. Afin d'incinérer le corps de son épouse sur les lieux de sa lune de miel, Miron entreprend alors un voyage avec Aïst... et ses deux oiseaux.

## Fiche technique
- Titre original : Овсянки, Ovsyanki
- Titre français : Le Dernier Voyage de Tanya
- Titre alternatif : Silent Souls (présenté au Festival de Venise 2010 sous ce titre)
- Réalisation : Alekseï Fedortchenko
- Scénario : Denis Ossokine, d'après le roman d'Aïst Sergueïev (nom de plume de Denis Ossokine lui-même), Les Bruants
- Photographie : Mikhaïl Kritchman, couleurs
- Musique : Andreï Karassiov
- Production : Igor Michine, Maria Nazari
- Durée : 75 minutes
- Pays d'origine :  Russie
- Année de réalisation : 2010
- Diffusion en France : 3 novembre 2010
- Genre : Film dramatique

## Distribution
- Igor Sergueïev : Aïst Sergueïev, photographe
- Iouri Tsourilo : Miron Kozlov, directeur de fabrique de cellulose
- Youlia Aoug : Tanya, femme de Miron Kozlov
- Viktor Soukhoroukov : Vsevolod "Vesa" Sergueïev, père d'Aïst, poète amateur
- Viatcheslav Melekhov (ru) : vendeur d'oiseaux

## Récompenses et distinctions
- Prix Osella de la meilleure contribution technique à Mikhaïl Kritchman et trois autres prix à la Mostra de Venise 2010

## Autour du film
Le titre russe original Ovsyanki signifie "« bruant », un petit passereau très répandu en Russie. Si le film se déroule à une époque contemporaine, il puise toutefois sa source dans la culture d'une mystérieuse ethnie, aujourd'hui disparue : les Mériens. Leurs racines sont davantage finno-ougriennes que slaves.
Le réalisateur, Alekseï Fedortchenko nous explique qu'"à partir d'éléments historiques avérés", il a "imaginé la mythologie de ces Méria, ancrée dans la région de la Volga." Cela constituait, nous dit-il, "sa façon de montrer une autre Russie, celle où les traditions païennes et la conception des rapports humains antérieures à la domination orthodoxe, s'affranchiraient de la trivialité moderne." Selon lui, "l'histoire de la Russie préchrétienne a toujours été négligée, dans les temps soviétiques comme dans celui des tsars." S'agissant des échos actuels que peut susciter l'évocation d'un peuple décédé, Fedorchenko répond à Isabelle Régnier (Le Monde, 3 novembre 2010): "Je ne parle pas d'un problème russe mais d'un problème commun. Des ethnies disparaissent tous les jours. Il n'existe que 6 000 langues sur la Terre. Chaque année on en perd une trentaine. On peut calculer dans combien de temps il n'en restera qu'une."